# 5-idrossixantotossina
La 5-idrossixantotossina è una sostanza organica naturale appartenente alla famiglia delle furanocumarine, prodotta come difesa da alcune piante.